# Подпуск
Подпуск — упразднённое село в Аккулинском районе Павлодарской области Казахстана. Входило в состав Кызылагашского сельского округа. Ликвидировано в 2005 г

## Население
В 1989 году население села составляло 345 человек. По данным переписи 1999 года, в селе проживало 108 человек (58 мужчин и 50 женщин).

## История
Основано русскими казаками в 1745 году как маяк с почтовым двором на урочище «Спуск». Название это связано с тем, что дорога отсюда к югу шла под уклон, под спуск, в долину Иртыша к Кривому озеру. В начале этот пункт назывался Подспуск, затем — Подпуск.

## Известные жители и уроженцы
- Жангожин, Жумабек (1931—1988) — Герой Социалистического Труда[4].